# Janie, Don't Take Your Love to Town
Janie, Don't Take Your Love to Town is een nummer van Bon Jovi-zanger Jon Bon Jovi uit 1997. Het is de derde single van zijn tweede soloalbum Destination Anywhere
Het nummer werd een klein hitje in het Verenigd Koninkrijk, Duitsland en Oostenrijk. In Nederland haalde het nummer de 10e positie in de Tipparade, en in Vlaanderen de 13e positie in de Tipparade.